# Heterostemma luteum
Heterostemma luteum är en oleanderväxtart som beskrevs av Julien Noël Costantin. Heterostemma luteum ingår i släktet Heterostemma och familjen oleanderväxter. Inga underarter finns listade i Catalogue of Life.